# Mexique aux Jeux olympiques d'été de 1936
Le Mexique est présent aux Jeux olympiques d'été de 1936, à Berlin. C’est la cinquième participation de ce pays aux Jeux olympiques d’été. Il est représenté par une nombreuse délégation de 32 athlètes, tous masculins, qui rapportent de Berlin 3 médailles de bronze, se classant en 28e position au bilan médaillé des nations.  

## Tous les médaillés mexicains
| Médaille | Discipline  | Épreuve               | Athlète |
| -------- | ----------- | --------------------- | --- |
| bronze   | Basket-ball |                       | Carlos Borja Víctor Borja Rodolfo Choperena Luis de la Vega Raúl Fernández Andrés Gómez Silvio Hernández Francisco Martínez Jesús Olmos José Pamplona Greer Skousen |
| bronze   | Boxe        | Poids coqs (-53,5 kg) | Fidel Ortiz |
| bronze   | Polo        |                       | Juan Gracia Julio Mueller Antonio Nava Alberto Ramos |

## Sources
- (en) Mexique aux Jeux olympiques d'été de 1936 sur olympedia.org
- (fr) Tous les résultats du Mexique sur le site du C.I.O